# Andreina Yépez
Andreina Yépez (30 de noviembre de 1974) es una actriz, modelo, bailarina y comediante venezolana. Su salto a la fama de los medios audiovisuales venezolanos se dio a principios de la década de los años 1990 cuando era la bailarina del sencillo musical La Piernona, del cantante venezolano Miguel Moly, Yépez además se destacó como humorista en los programas: Bienvenidos de Miguel Ángel Landa y Cheverísimo de Carlos Cerutti y Francisco Martínez.

## Filmografía

### Telenovelas
| Año       | Título                   | Personaje                      |
| --------- | ------------------------ | ------------------------------ |
| 1993      | Por amarte tanto         | Yurubi                         |
| 1998      | Enséñame a querer        | Laura Furia                    |
| 1995      | Pecado de amor           | Bilma                          |
| 1996      | Sol de tentación         | Robustiana                     |
| 1999      | El país de las mujeres   | Yulessi                        |
| 2000      | Toda mujer               | Chiquitrena                    |
| 2000      | Hechizo de amor          | Lorena                         |
| 2000-2001 | Amantes de luna llena    | Tobago                         |
| 2002      | Mambo y canela           | Zoraida                        |
| 2002      | Trapos íntimos           | Yubirix                        |
| 2003-2004 | Cosita rica              | Melao'                         |
| 2005      | El amor las vuelve locas | Muñeca                         |
| 2006-2007 | Ciudad Bendita           | Oficial Zulay Montiel Barranco |
| 2008-2009 | La vida entera           | Tesoro                         |
| 2010-2011 | La mujer perfecta        | Bambi Valladares               |
| 2013      | Dulce amargo             | Ventura                        |

### Cine
| Año  | Título         | Personaje |
| ---- | -------------- | --------- |
| 2011 | Er Conde Jones | Capitán   |

### Programas de televisión
| Año       | Producción               | Nota                    |
| --------- | ------------------------ | ----------------------- |
| 1991-1993 | El Show de Joselo        | Humorista               |
| 1992-1997 | Cheverísimo              | Modelo y humorista      |
| Años 90   | Bienvenidos              | Humorista y modelo      |
| 2003-2012 | La Guerra de los Sexos   | Participante recurrente |
| 2005      | Mega Match               | Madrina                 |
| 2008      | Bailando con los Abuelos | Concursante             |